# Nagymányok
Nagymányok (în germană Großmanok) este un oraș în districtul Bonyhád, județul Tolna, Ungaria, având o populație de 2.374 de locuitori (2011).

## Demografie
Componența etnică a orașului Nagymányok
     Maghiari (74,78%)
     Germani (22,07%)
     Romi (2,89%)
     Necunoscut (0,14%)
     Croați (0,11%)
     Alții (0,14%)
Componența confesională a orașului Nagymányok
     Romano-catolici (56,07%)
     Fără religie (9,52%)
     Luterani (5,9%)
     Reformați (3,29%)
     Necunoscută (24,43%)
     Atei (0,8%)
     Alte religii (1,73%)
Conform recensământului din 2011, orașul Nagymányok avea 2.374 de locuitori. Din punct de vedere etnic, majoritatea locuitorilor (74,78%) erau maghiari, existând și minorități de germani (22,07%) și romi (2,89%). Apartenența etnică nu este cunoscută în cazul a 0,14% din locuitori.  Din punct de vedere confesional, majoritatea locuitorilor (56,07%) erau romano-catolici, existând și minorități de persoane fără religie (9,52%), luterani (5,9%) și reformați (3,29%). Pentru 24,43% din locuitori nu este cunoscută apartenența confesională.